# Microdesmis haumaniana
Microdesmis haumaniana är en tvåhjärtbladig växtart som beskrevs av J.Leonard. Microdesmis haumaniana ingår i släktet Microdesmis och familjen Pandaceae. Inga underarter finns listade i Catalogue of Life.